# DeeVeeDee
DeeVeeDee — DVD группы Sum 41, на котором показана закулисная жизнь группы. Все ролики на диске входят во временной промежуток между 2001 и 2005 годами.

## Содержание диска

### Живое выступление
- Iggy Pop with Sum 41 — Performance at the Casbys (1:05 мин)

### Закулисное видео
- Gavin — Unedited Road to Ruin 7 footage
- Reading Festival: backstage footage
- Warped Tour: Road to Ruin 5 (Original) footage

### Юмористические фильмы
- 1-800-Justice: Short movie back from 2001
- Anti-Drug PSA: Short movie from Sum41.com back from 2005.
- Basketball Diaries — Later Renamed «Basketball Butcher.»
- The Baby — Short animation from Sum41.com back from 2005